# 聖托馬斯醫院
聖多馬醫院（英語：St Thomas' Hospital）是一所位於英國倫敦市中心的大型公立醫院，附屬蓋伊和聖托馬斯國民保健信託基金會，同時為醫療科學學術中心國王醫療合作聯盟的成員。聖多馬醫院聯同蓋伊醫院及國王學院醫院皆為倫敦國王學院醫學院提供教學設施。
聖多馬醫院最初位於倫敦南華克，但於1871年遷至蘭貝斯；醫院座落於泰晤士河畔、國會大廈西敏宮對岸。醫院自12世紀起為倫敦薩瑟克区及蘭貝斯区提供醫療服務。阿斯特利·庫柏、威廉·切塞爾頓、弗羅倫斯·南丁格爾等醫生和護士都曾此工作。

## 歷史

### 位於薩瑟克時期
聖托馬斯醫院在1215年以前就存在很久了，醫院命名自聖托馬斯·貝克特這或表示醫院或在1173年後建成，因貝克特於該年封聖。醫院曾於約1173年由薩瑟克座堂遷至特倫特巷，及後再次搬至聖托馬斯街。然而，醫院本身早於1106年、在遷出薩瑟克座堂前已成立，1173年重新命名為聖托馬斯醫院。

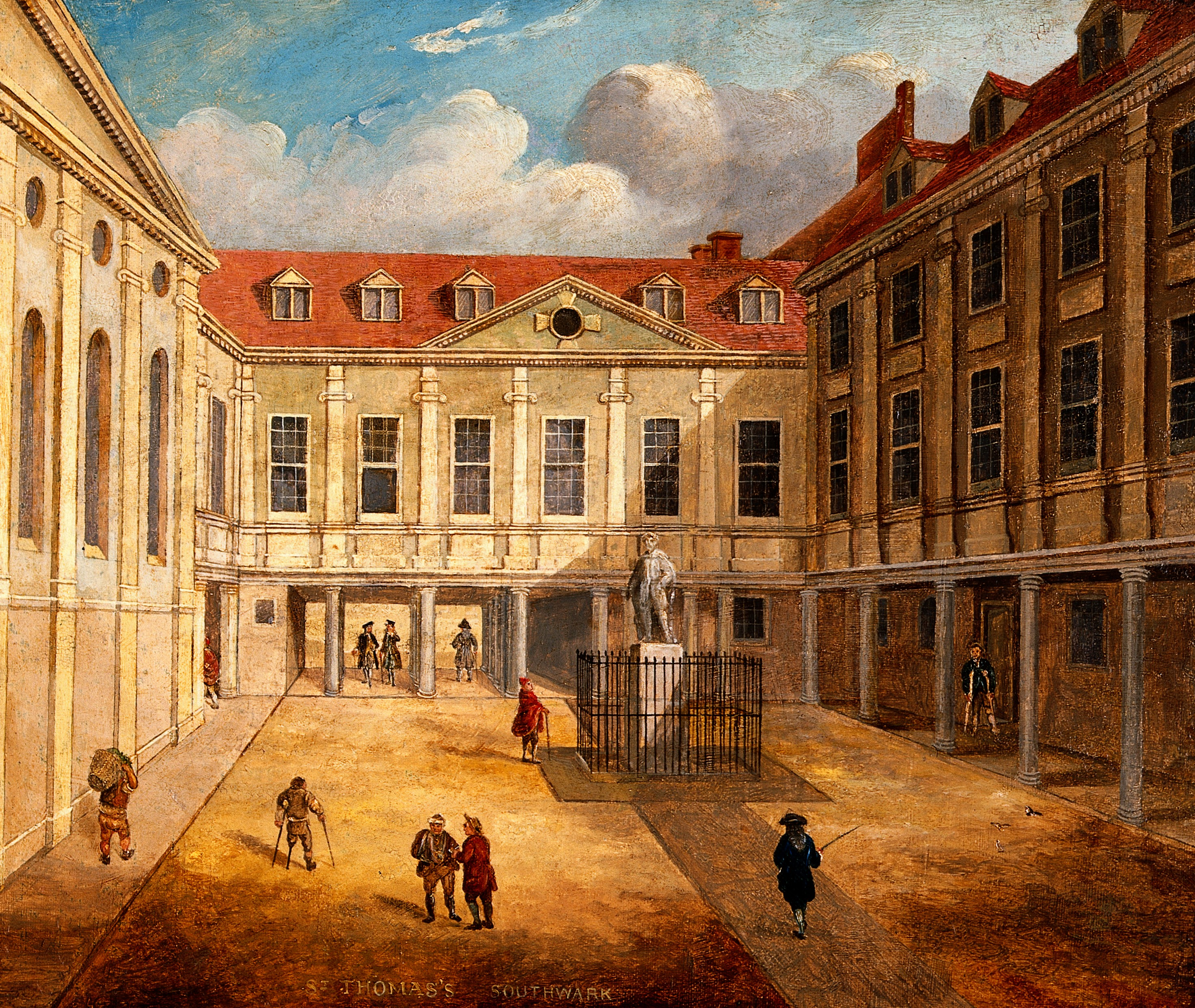
描繪聖托馬斯醫院的文藝復興時期油畫

### 醫療訓練
聖托馬斯醫院醫學院在1550年建成。聖托馬斯醫院聯同於1721年建成的蓋伊醫院稱為自治市醫院，而聖托馬斯醫學院為兩所醫院的學生提供教育。蓋伊醫院及後在1825年建成獨立的醫學院。
聖托馬斯及蓋伊醫院的兩所醫學院於1982年重新合併，並改名為蓋伊及聖托馬斯醫院聯合醫學及牙科學院（United Medical and Dental Schools of Guy's and St Thomas' Hospitals）。1983年8月1日，倫敦皇家牙科醫院牙科學院合併至蓋伊牙科學院；而在1985年8月1日，聯合醫學及牙科學院再與聖約翰皮膚科學院合併。聯合醫學及牙科學院於1998年與倫敦國王學院醫學及牙科學院合併，成為蓋伊、國王和聖托馬斯醫學院（Guy's, Kings & Thomas' Schools of Medicine）。
南丁格爾護士訓練學校於1860年7月9日由南丁格爾在聖托馬斯醫院內成立，目前合併至倫敦國王學院，並成為國王學院的護理和助產學院。

## 現代醫院

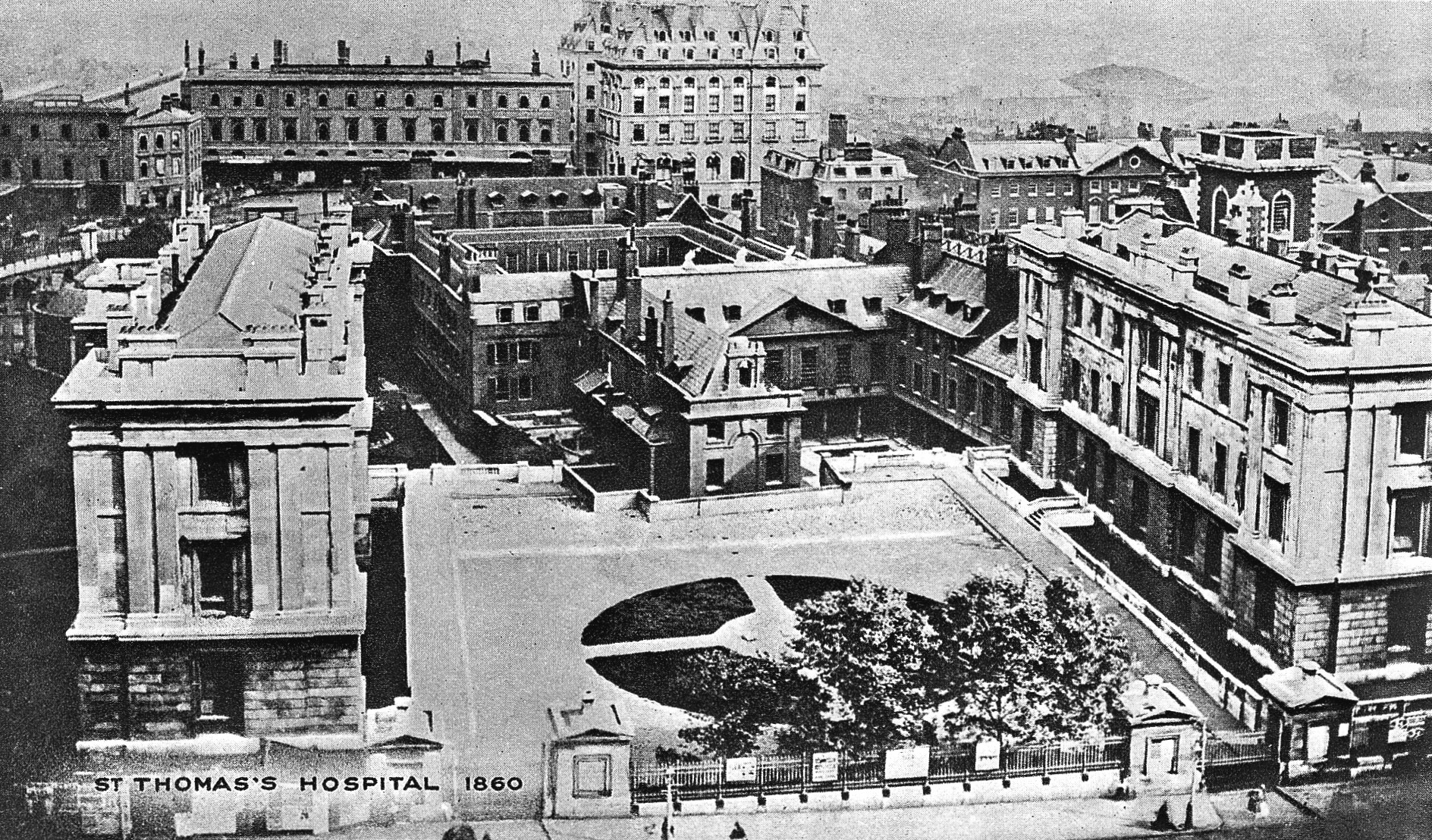
1860年的聖托馬斯醫院

現今的聖托馬斯醫院位於倫敦市中心蘭貝斯區，與西敏宮由泰晤士河相隔。新醫院建築由建築師亨利·柯里設計，並在1868年由維多利亞女王奠基。醫院最初設立588病床，惟在1896年前因籌款所得的資金不足而未能提供完整服務。目前醫院內共有840床位。
聖托馬斯醫院北部在第二次世界大戰中受到嚴重破壞，三棟病房大樓因此而被摧毀。醫院重建工作從1950年起展開，醫院東翼亦在此時期建成。聖托馬斯醫院現為英國二級登錄建築。

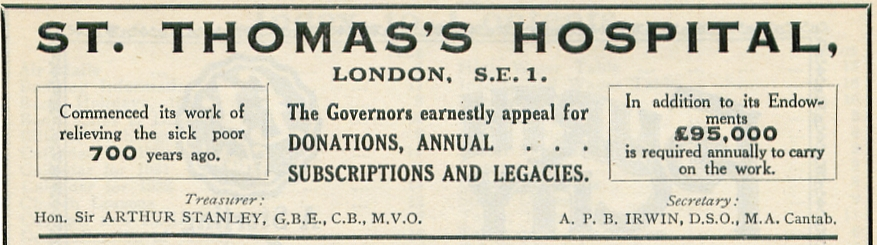
1931年醫院的募捐呼籲

### 書目
- Florence Nightingale & Anon., Una and Her Paupers,  Diggory Press ISBN 978-1-905363-22-3
- Victoria County History, Surrey, vol.2, pp.119-124, The Hospital of St Thomas, Southwark （页面存档备份，存于）
- Ritchie, Berry. . James & James. 1997.

## 外部連結
- 蓋伊和聖托馬斯信託基金會
- 倫敦國王學院 （页面存档备份，存于）

51°29′57″N 0°07′08″W / 51.49910°N 0.11891°W